# Yasmina Khadra
Yasmina Khadra, właśc. Mohammed Moulessehoul (ur. 10 stycznia 1955 w Kenadsa) – algierski pisarz, tworzący w języku francuskim, mieszkający na emigracji we Francji.
Moulessehoul, oficer armii algierskiej, przybrał jako pseudonim imiona swojej żony chcąc uniknąć problemów z cenzurą wojskową. Anonimowość umożliwiła mu publikowanie własnych tekstów oraz pomogła uniknąć problemów podczas toczącej się w Algierii wojny domowej.
Moulessehoul wyjawił swą prawdziwą tożsamość dopiero w 2001 r., po wystąpieniu z wojska i udaniu się na emigrację do Francji. W 2004 r. „Newsweek” ogłosił go jednym z rzadkich pisarzy zdolnych oddać znaczenie przemocy we współczesnej Algierii.

## Twórczość
Jego powieść, Jaskółki z Kabulu, opowiadająca o Afganistanie pod rządami talibów znalazła się wśród finalistów międzynarodowej nagrody literackiej IMPAC Dublin (International IMPAC Dublin Literary Award).
W przekładzie na język polski ukazały się następujące powieści Y. Khadra:
- Les agneaux de Seigneur (1998) jako Owieczki Pana, przekł. B. Kowalska i J. Kozłowska, Warszawa 2004
- À quoi rêvent les loups (1999) jako O czym marzą wilki (1999), przekł. B. Przybyłowska, Warszawa 2006
- Les hirondelles de Kaboul (2002) jako Jaskółki z Kabulu (2002), przekł. B. Przybyłowska, Warszawa 2005
- Cousine K (2003) jako Kuzynka K., przekł. B. Przybyłowska, Warszawa 2005
- L’attentat (2005) jako Zamach (2005), przekł. B. Kowalska, Warszawa 2005
- Ce que le jour doit à la nuit jako Co dzień zawdzięcza nocy (2009), przeł. B. Sęk, Katowice 2012
- Les anges meurent de nos blessures (2013) jako Aniołowie umierają od naszych ran (2015) przeł. B. Sęk, Katowice 2015
- "Les Vertueux", Mialet-Barrault (2022)